# Iman bint Abdallah
La princesse Iman bint Abdallah (en arabe : إيمان بنت عبدالله), née le 27 septembre 1996, est le deuxième enfant et la fille aînée du roi Abdallah II et de la reine Rania de Jordanie.

## Biographie

### Jeunesse
Née à Amman le 27 septembre 1996 du prince Abdallah et de la princesse Rania, la princesse Iman est un membre de la famille des Hachémites. Elle appartient à la 42e génération descendant de Mahomet. Son grand-père paternel est le roi Hussein et sa grand-mère est la deuxième épouse de celui-ci, la princesse Muna, d'origine anglaise. Iman a un frère aîné, le prince héritier Hussein, et deux plus jeunes frères et sœurs, la princesse Salma et le prince Hachem. 

### Études
La princesse Iman étudie à l'Académie internationale d'Amman (AAI) avec sa cousine paternelle, Muna Juma. Le 4 juin 2014, elle est diplômée de l'AAI et reçoit le premier prix d'athlétisme féminin dans sa classe. Elle est actuellement assistante à l'université de Georgetown à Washington, la même université dans laquelle son frère le prince héritier Hussein a étudié.
Le 19 juin 2010, Iman accompagne ses parents au mariage de Victoria de Suède et de Daniel Westling. La princesse accompagne également ses parents lors de visites au Royaume-Uni, en France, en Italie, en Chine et au Japon.

### Mariage et descendance
Le 6 juillet 2022, la Cour royale hachémite annonce les fiançailles de la princesse Iman avec Jameel Alexander Thermiotis (né en 1994 à Caracas, au Venezuela),. Il a co-fondé Outbound Ventures, une société d'investissement technologique à New York,. Le mariage a eu lieu le 12 mars 2023 au palais Beit Al Urdun, à Dabouq.
Ils sont les parents d'une fille, Amina, née le 16 février 2025.